# 古尔德-雅各布斯反应
古尔德-雅各布斯反应（Gould–Jacobs reaction）是合成喹啉的方法。
苯胺或其衍生物与乙氧基亚甲基丙二酸二乙酯反应，取代为烯胺。烯胺在加热时环化，然后再用氢氧化钠水解酯基，并脱羧，得到最终产物4-羟基喹啉。
例如用此反应合成4,7-二氯喹啉：